# Blessing
Blessing é uma região censo-designada localizada no estado norte-americano de Texas, no Condado de Matagorda.

## Demografia
Segundo o censo norte-americano de 2000, a sua população era de 861 habitantes.

## Geografia
De acordo com o United States Census Bureau tem uma área de 5,3 km², dos quais 5,3 km² cobertos por terra e 0,0 km² cobertos por água.

## Localidades na vizinhança
O diagrama seguinte representa as localidades num raio de 32 km ao redor de Blessing. 